# Carex ferdinandi-sauteri
Carex ferdinandi-sauteri är en halvgräsart som beskrevs av Paul Friedrich August Ascherson och Karl Otto Robert Peter Paul Graebner. Carex ferdinandi-sauteri ingår i släktet starrar, och familjen halvgräs. Inga underarter finns listade i Catalogue of Life.